# 沈卓盈
沈卓盈（英語：Jess Sum Cheuk Ying，1982年4月5日—），香港女演員及主持，前無綫電視藝員。

## 簡歷
沈卓盈於2002年參加「第四屆《TVB週刊》Cover Girl選舉」和成為冠軍，隨後加入無綫電視成為旗下藝人，2007年在《最緊要正字》當主持而漸為大眾所認識，也曾擔任其他節目主持和演出電視劇。2009年及2012年，她分別在電視劇集《古靈精探B》和《結·分@謊情式》中，飾演「陸安彤（Icy姐姐）」與「林菁華」兩角令其名氣急升。
2018年12月底，沈卓盈與無綫電視結束合約，並感謝其16年栽培和給予眾多演出機會。

## 圈中好友
沈卓盈與徐淑敏及陳自瑤份屬好友，又因拍攝無綫劇集《平安谷之詭谷傳說》而與陳凱琳、龔嘉欣及譚凱琪自組「少婦聯盟」。

## 個人生活
2017年9月，沈卓盈與家族經營內衣生意的富貴男友杜先生（Calvin）拍拖一年多，出席商場慶中秋活動時曾接受訪問，雖避談婚事及同居關係，但表示「男友和德誠女傭已融入家中，家人亦很安心聘用。現階段相處開心，尚在了解磨合中，而男友還未求婚」。2018年，沈卓盈接受訪問時表示家人及自己都對現任男友杜先生相當滿意，並直言雙方亦有共識，等待時機結婚。
2019年3月13日，沈卓盈於Instagram公佈婚訊，與男友杜先生在2018年底已於英國和法國拍婚紗照，次年2月16日在布吉舉行婚禮。2021年1月1日，沈卓盈宣布懷孕，同年誕下一子。

## 演出作品

### 電視劇集（無綫電視）
| 首播   | 劇名               | 角色                    |
| 2004年 | 青出於藍           | 冼立芬                  |
| 2007年 | 廉政行動2007       | 郭芷英                  |
| 2007年 | 鐵咀銀牙           | 潘白鳳（青年）          |
| 2008年 | 當狗愛上貓         | Gloria                  |
| 2008年 | 野蠻奶奶大戰戈師奶 | Helen（第1集）          |
| 2008年 | 東山飄雨西關晴     | 小 瓊                   |
| 2009年 | 學警狙擊           | 何詠芝（Gigi）          |
| 2009年 | 巾幗梟雄           | 殷鳳儀（青年）          |
| 2009年 | 古靈精探B          | 陸安彤（Icy）           |
| 2010年 | 情人眼裡高一D      | 參賽者                  |
| 2010年 | 談情說案           | Everlyn（第2集）        |
| 2010年 | 女人最痛           | Teresa                  |
| 2010年 | 依家有喜           | Mandy                   |
| 2011年 | 洪武三十二         | 亦 雪                   |
| 2011年 | 點解阿Sir係阿Sir   | 袁穎欣（Michelle）      |
| 2011年 | 怒火街頭           | 苗若麗                  |
| 2011年 | 真相               | Mary Yu                 |
| 2011年 | 法證先鋒III        | 李嘉露（卡露里）        |
| 2011年 | 萬凰之王           | 成 妃                   |
| 2012年 | 結·分@謊情式       | 林菁華                  |
| 2012年 | On Call 36小時     | 婉 瑩                   |
| 2012年 | 當旺爸爸           | Becky（19、20集）       |
| 2012年 | 耀舞長安           | 閻慕春（閻上師）        |
| 2012年 | 回到三國           | 皇甫漪妮                |
| 2012年 | 名媛望族           | 孫菲菲                  |
| 2013年 | 戀愛季節           | 高麗花（Cally姐）       |
| 2013年 | 情越海岸線         | 錢嘉莉（Amy）           |
| 2013年 | 衝上雲霄II         | 韋素心（Rachel）        |
| 2014年 | 廉政行動2014       | 吳少玲                  |
| 2014年 | 寒山潛龍           | 春 梅                   |
| 2014年 | 我們的天空         | Kiwi                    |
| 2015年 | 陪著你走           | Angela                  |
| 2015年 | 枭雄               | 祝綺紅                  |
| 2015年 | 刀下留人           | 吳皇后                  |
| 2016年 | 警犬巴打           | 何婉君                  |
| 2016年 | 公公出宮           | 巧 善                   |
| 2016年 | 火線下的江湖大佬   | 藍 天（Tina）           |
| 2016年 | 純熟意外           | 劉玉馨                  |
| 2016年 | 巨輪II             | Susan                   |
| 2017年 | 賭城群英會         | 向心妍                  |
| 2017年 | 性在有情           | 邱 雅                   |
| 2018年 | 平安谷之詭谷傳說   | 陸北杏                  |
| 2018年 | 逆緣               | 翁芷蕎（青年）          |
| 2018年 | 天命               | 喜塔臘·淑容（嘉慶皇后） |
| 2018年 | 特技人             | 方黛兒（Daisy）         |

### 電視劇集（ViuTV）
- 2020年：熟女強人 飾 馮曉華

### 電影
- 《豪情》飾 Cindy
- 《龍咁威2003》 飾 學警
- 《翡翠明珠》 飾 盈公主
- 《夢‧想家》（福音電影） 飾 高麗婷
- 《我愛HK開心萬歲》 飾 白素貞（青年）
- 《勁抽福祿壽》飾 Jessie
- 《2012我愛HK 喜上加囍》
- 《墮落花》飾 韓媚

### 主持節目（無綫電視）
- 2005年－2010年：《放學ICU》
- 2006年－2007年：《最緊要正字》
- 2007年：《最緊要進步》
- 2007年：《事必關己》
- 2008年：《問問Master Joe》
- 2013年：《May姐有請》
- 2014年：《區區有運行》
- 2017年：《玩轉香港日與夜》(第8集)

### 主持節目（無綫收費電視）
- 2004年－2005年：TVBQ《小TEEN地》
- 2004年－年：TVBQ《知知JUMP》
- 2005年：TVBQ《Mr.Mi遊樂場》
- 2006年－2007年：無線生活台《生活放送》
- 2007年：無線生活台《星級廚房》
- 2009年：無線生活台《潮女郎》

### 主持節目（香港開電視）
- 2020年：《五星級絲打》
- 2021年：《五星級絲打II》

### 主持節目（ViuTV）
- 2020年：《肺。解》

### 綜藝節目（無綫電視）
- 《大咕窿》（參與第二輯的第一集及第二集）
- 《美女廚房（二）》（參與第四集）
- 《千奇百趣香港地》
- 《千奇百趣Winter Fun》
- 《為食一條街》
- 《千奇百趣高B班》伙拍徐淑敏
- 《700萬人的數字》伙拍徐淑敏
- 《五覺大戰》
- 《姊妹淘》
- 《超強選擇1分鐘》
- 《Think Big 天地》
- 《你健康嗎？（第二輯）》
- 《千奇百趣特工隊》
- 《星級健康》
- 《終極街頭魔法王》
- 《海上夏日郵樂園》
- 《美女廚房 (第三輯)》
- 《街坊廚神重出江湖》

### 音樂錄像
- 没有人（主唱:麥浚龍）
- 玩得（主唱:麥浚龍）
- 天天都是情人節（主唱:李克勤）
- 死守(TVB MV)（主唱:方力申）
- 放學ICU主題曲（主唱:馬浚偉，與高可慧、王少萍、霍健邦和蔥蔥演出）
- 差半步 ( 主唱 陳展鵬 ， 與 張曦雯 )

## 音樂作品

### 兒歌作品
- 2008年：一於繼續笑（與放學ICU主持合唱）
- 2009年：兒童家居安全歌（與林慕德、莫凱謙合唱）

## 曾獲獎項
- 2008年兒歌金曲頒獎禮榮獲十大兒歌金曲第九首—《一於繼續笑》（主唱：放學ICU主持）

## 外部連結
- 沈卓盈的Facebook專頁1
- 沈卓盈的Facebook專頁2
- 沈卓盈的新浪微博
- 沈卓盈的Instagram帳戶
- 沈卓盈 Jess Shum(TVB Artistes Blog)（页面存档备份，存于）
- 沈卓盈個人檔案
- 夢‧想家電影網站（页面存档备份，存于）